# Zehn kleine Negerlein
Pour plus de détails, voir Fiche technique et Distribution.
Zehn kleine Negerlein est un téléfilm ouest-allemand réalisé par Hans Quest, diffusé le 5 juillet 1969 sur la ZDF en Allemagne de l'Ouest. Il est adapté du roman Dix Petits Nègres d'Agatha Christie.

## Fiche technique
- Titre original : Zehn kleine Negerlein
- Réalisation : Hans Quest
- Scénario : Fritz Peter Buch, d'après le roman Dix Petits Nègres d'Agatha Christie.
- Décors : Gerd Krauss
- Photographie : Mirko Hesky
- Costumes : Ingrid Buetow
- Montage : Els Ackva
- Musique : Raimund Rosenberger
- Production : Kevin Sheldon
- Société de production : Zweites Deutsches Fernsehen (ZDF)
- Société de distribution : Zweites Deutsches Fernsehen (ZDF)
- Pays d’origine : Allemagne de l'Ouest
- Langue originale : allemand
- Format : Noir et blanc
- Genre : Téléfilm policier
- Durée : 110 minutes
- Dates de sortie :
  -  Allemagne de l'Ouest : 5 juillet 1969

## Distribution
- Alfred Schieske : Sir Lawrence Wargrave
- Werner Peters : William Blore
- Nora Minor : Emily Brent
- Ingrid Capelle : Vera Claythorne
- Rolf Boysen : Philip Lombard
- Peter Fricke : Anthony Maston
- Fritz Haneke : Général Mackenzie
- Alexander Kerst : Dr Armstrong
- Günther Neutze : Rogers, le valet
- Edith Volkmann : Mrs. Rogers
- Matthias Hell : Narracot
- Herbert Weicker : La voix (non crédité)